# Franciszek Iwański
Franciszek Andrzej Iwański (ur. 29 listopada 1904 w Tarnowie, zm. 22 października 1973 w Saint Louis) – oficer Wojska Polskiego, major obserwator.

## Życiorys
Syn Jana i Rozalii z Jaklińskich, miał czwórkę rodzeństwa. W 1925 roku rozpoczął naukę w Oficerskiej Szkole Lotnictwa w Grudziądzu, którą ukończył w 1927 roku jako obserwator z 18. lokatą (I promocja). W stopniu sierżanta podchorążego obserwatora otrzymał przydział do 61. eskadry liniowej 6. pułku lotniczego.
15 maja 1928 roku został awansowany na podporucznika, a 1 stycznia 1931 r. na porucznika. W 1931 roku otrzymał przydział do 63 eskadry towarzyszącej, gdzie 15 lutego 1931 r. przeżył katastrofę lotniczą. Po rekonwalescencji powrócił w 1932 roku do 6 pl, gdzie służył w personelu naziemnym. Został skierowany na specjalistyczny kurs fotooptyczny na Politechnice Lwowskiej, po jego ukończeniu był oficerem ds. fotografii lotniczej w 6 pl.
Został przeniesiony do Centrum Wyszkolenia Technicznego Lotnictwa, gdzie od 1935 roku był asystentem działu technologicznego. W 1936 roku otrzymał przydział do Szkoły Podchorążych Lotnictwa – Grupa Techniczna, w której objął stanowisko kierownika wyszkolenia fotograficznego, a w marcu 1939 pełnił obowiązki dyrektora nauk. Na stopień kapitana został mianowany ze starszeństwem z 19 marca 1938 i 4. lokatą w korpusie oficerów lotnictwa, grupa techniczna.
Po kampanii wrześniowej został ewakuowany do Francji, a następnie do Wielkiej Brytanii. Wstąpił do RAF, gdzie otrzymał numer służbowy P-0466. Służył w personelu naziemnym Polskich Sił Powietrznych. Po demobilizacji wyemigrował do USA.

## Ordery i odznaczenia
- Medal Lotniczy (trzykrotnie)[6]
- Srebrny Krzyż Zasługi (22 maja 1939)[7][5]